# Darahanove, Nedrîhailiv
Darahanove (în ucraineană Дараганове) este un sat în comuna Horujivka din raionul Nedrîhailiv, regiunea Sumî, Ucraina.

## Demografie
Componența lingvistică a localității Darahanove
     Ucraineană (95,83%)
     Rusă (4,17%)
Conform recensământului din 2001, majoritatea populației localității Darahanove era vorbitoare de ucraineană (95,83%), existând în minoritate și vorbitori de rusă (4,17%).